# Rue Amédée-Saint-Germain
La rue Amédée-Saint-Germain est une rue de Bordeaux située dans le quartier Saint-Jean Belcier.

## Situation et accès
Elle joint la gare Saint-Jean à la rue de Bègles. Cette longue rue se distingue par ses exemples d'architecture ferroviaire représentatifs du XIXe siècle.

## Origine du nom
Elle est nommée en 1926 en l'honneur d’Amédée Saint-Germain (né en 1855 et mort en 1920), commis principal à la Compagnie du Midi, président du syndicat des cheminots de la Gironde, il est l'un des leader des cheminots lors des grandes grèves de 1898 et 1910. Il est Conseiller municipal socialiste à la mairie de Bordeaux sous Camille Cousteau (1896-1900), puis adjoint au maire Charles Gruet (1912-1919), chargé de l'état civil. Il est également Conseiller général du canton de Bordeaux-VI de 1913 à 1919.

## Historique

### Dénominations
La rue Amédée-Saint-Germain se situe sur l'ancien Chemin de Saint-Vincent, près d'un vignoble de Graves, qui existait encore en 1850. Il tenait son nom de la chapelle de Saint-Vincent de Ladors (aussi nommé Saint-Vincent de Graves), édifice du XIIe siècle qui était à l'origine situé à l'emplacement où se trouve la rotonde du dépôt des locomotives,. La chapelle qui appartenait à la paroisse Saint-Nicolas de Graves, fut détruite après 1790. En 1861, la rue est créée, longeant la voie ferrée vers Bayonne, sous le nom de rue de la gare,. Elle prend son nom actuel sur décision d'Adrien Marquet, lors de sa prise de fonction comme maire de Bordeaux en 1925.

### Chapelle de Saint-Vincent de Ladors
Cette chapelle était située en face et à l'extrémité du chemin d'Aubidey, sur l'emplacement du dépôt des machines de la gare du Midi, sur la cinquième voie de remise à gauche, par rapport à l'entrée qui se trouve côté est. Elle avait été édifiée par la confrérie des vignerons au lieu-dit Ladors ou Ladoue, dans une zone plantée de vignes et traversée par le ruisseau d'Ars, venant du moulin d'Ars. En 1175, une bulle du pape Alexandre III permet aux chanoines de Saint-André d'avoir la collation de cette église (Archives départementales de la Gironde, 11 422,2). Ils seront à plusieurs reprises en procès avec l'abbaye de Saint-Croix pour la possession de cette chapelle et de ses "tenemens". Il y avait un clocher avec sa cloche, une statue de la Vierge et une statue de Saint-Vincent tenant une grappe de raisin à la main. L'abbé Jacques Baurein affirme en 1784 qu'il n'y a presque point d'habitant dans le territoire de cette chapelle. Le chemin de Bègles servait de limite avec la paroisse Saint-Nicolas qui porte le nom de faubourg des Gahets.
La chapelle était orientée , elle avait deux larges fenêtres, le chevet était plat et dépourvu de contreforts. Le portail comportait une porte cochère flanquée de deux petites niches, avec un fronton. Malgré plusieurs réparations après la Révolution, elle est finalement démolie, l'appellation ancienne du chemin de Saint-Vincent disparait et il n'en restait que l'enseigne d'un lavoir situé rue de Gravelotte.

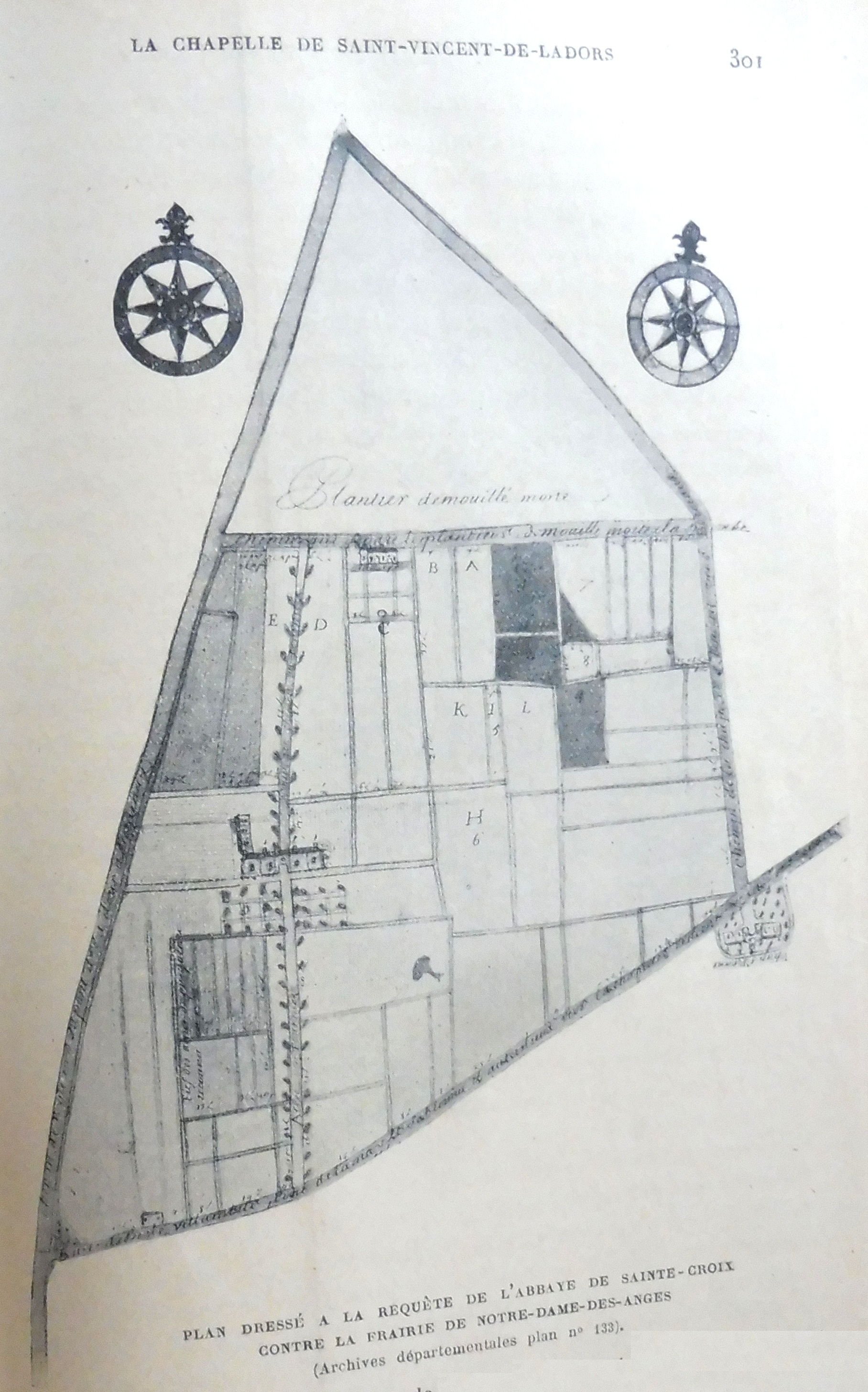
Plan géométral du plantier de Mouille-Morte établi par l'Abbaye de Sainte-Croix contre la fratrie de Notre-Dame-des-Anges.
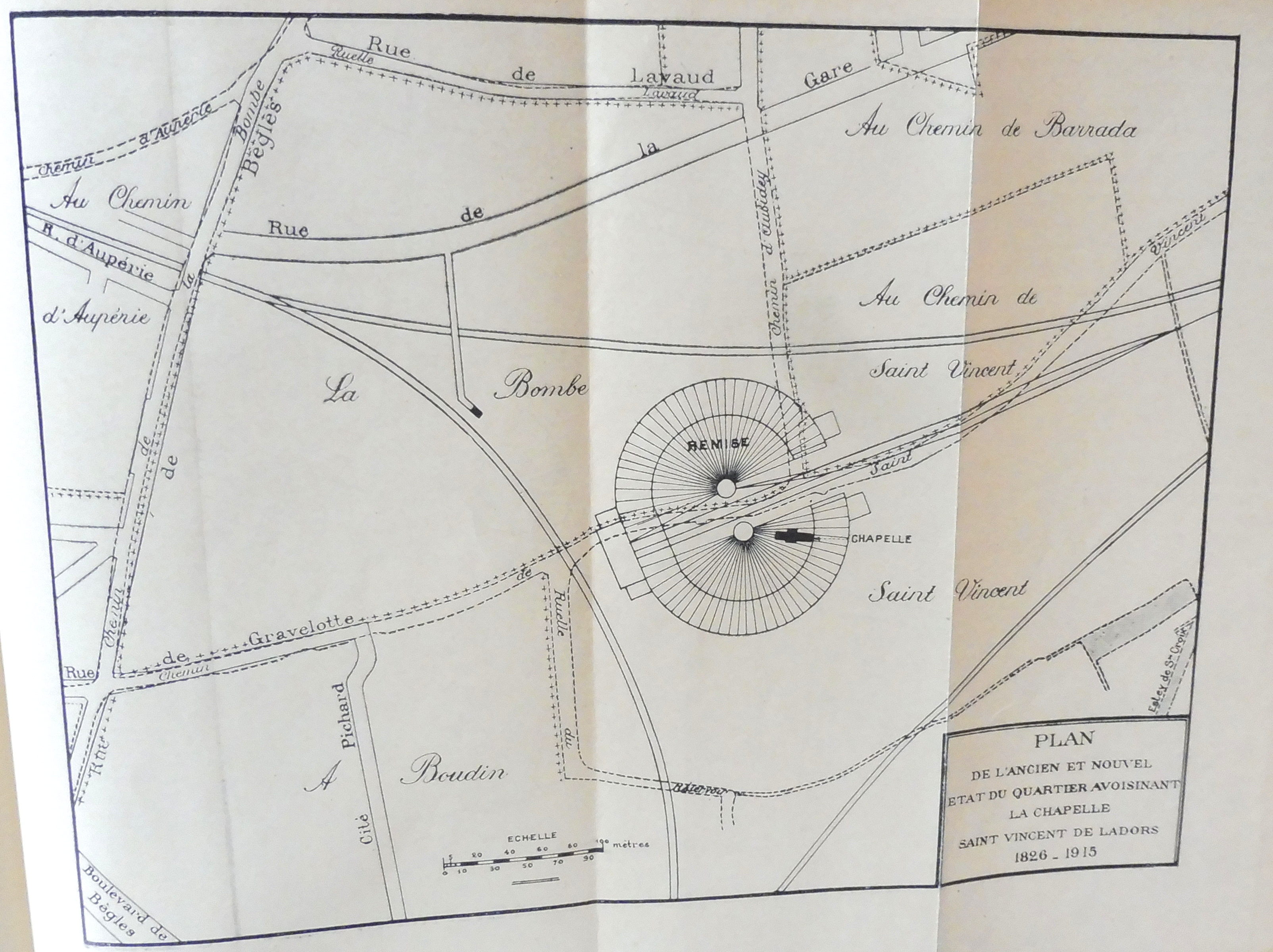
Plan de l'ancien et nouvel état du quartier avoisinant la chapelle Saint-Vincent de Ladors (1826-1915).

### Ateliers ferroviaires: centre de vie ouvrière

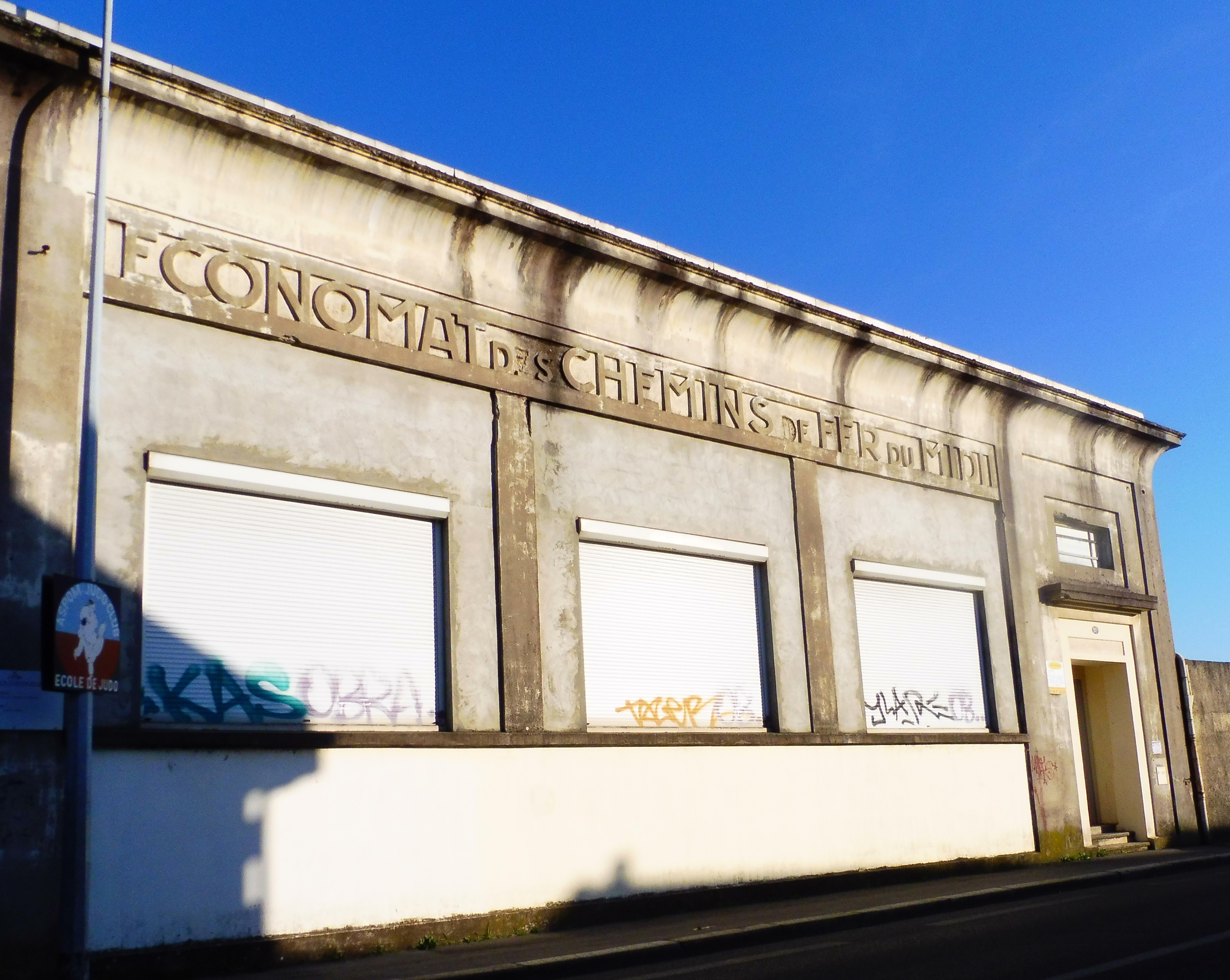
Économat des Chemins de Fer du Midi.

La rue Amédée-Saint-Germain abrite au XIXe siècle des ateliers de la Compagnie des chemins de fer du Midi, puis de la SNCF, employant plusieurs centaines d'ouvriers. Destinés d'abord à la réparation des locomotives à vapeur, ils servent à traiter les essieux à la fin du XXe siècle. Ils marquent la vie du quartier et la vie ouvrière régionale. Chaque jour, des travailleurs viennent à pied, à bicyclette, ou en train, venant de la banlieue ou de différentes gares de la région : « Tous convergent vers la rue Amédée-Saint-Germain. Le quartier vit à l'heure des ateliers (...) ».
Le site originel est fermé en 1914.
L'électrification de la rue a lieu en 1930. Dans ce quartier à « très forte emprise ouvrière » dont la rue fait partie, ce progrès pourrait en partie être dû au souci de la mairie socialiste de contenir l'influence communiste.
En 2011, alors qu'il est principalement détenu par RFF, le site voit ses anciens ateliers détruits pour le développement du projet Euratlantique.
Le 26 avril 2013, le projet du futur pont Amédée St-Germain – Armagnac retenu est celui de l’équipe conduite par Marc Mimram, baptisé « Les deux yeux ouverts ». L’espace situé sous le viaduc Amédée permettra la liaison piétonne entre le nouveau quartier Amédée et la Gare. Les travaux du projet sont lancés en 2017 sous le nom du Pont de la Palombe pour une ouverture prévue en 2020.